# Покрівля пласта
Покрі́вля пласта́ (рос. кровля пласта, англ. seam roof, top of a bed, cap, roof, hanging wall, upper face of a stratum, нім. hängendes Dach n, Schichtdecke f, Firste f, Hangendes n der Schicht, Flözdach n) –
- 1) Стратиграфічно верхня поверхня, що обмежує шар (пласт).
- 2) Гірські породи, що залягають безпосередньо над пластом (жилою, покладом) корисної копалини. За здатністю відшаровуватися при веденні гірничих робіт виділяють покрівлю безпосередню і покрівлю основну; крім цього, розрізняють несправжню (фальшиву) П.п. На крутих пластах (жилах, покладах) П.п. називається висячим боком.

## ПОКРІВЛЯ БЕЗПОСЕРЕДНЯ
ПОКРІВЛЯ БЕЗПОСЕРЕДНЯ, (рос. кровля непосредственная, англ. immediate roof, immediate hanging wall; англ. un-mittelbares Hangende n) — товща порід, що залягають безпосередньо над пластом (покладом, жилою) корисної копалини або над покрівлею фальшивою. Покрівля безпосередня вугільних пластів найчастіше представлена піщано-глинистими та глинистими сланцями. Вона легко обвалюється при вийманні вугілля слідом за посуванням очисного вибою після вилучення або пересування кріплення очисної виробки.

## ПОКРІВЛЯ ОСНОВНА
ПОКРІВЛЯ ОСНОВНА (рос. кровля основная, англ. main roof, main hanging wall; нім. Hauptfirste f, Haupthangendes n) — товща міцних, стійких порід, що знаходиться над пластом, жилою або покладом корисної копалини та обвалюється при вий-манні корисної копалини на значній площі. Покрівля основна вугільних пластів, як правило, представлена пісковиками, вапняками, рідше — міцними глинистими сланцями.

## ПОКРІВЛЯ ФАЛЬШИВА (НЕСПРАВЖНЯ)
ПОКРІВЛЯ ФАЛЬШИВА (НЕСПРАВЖНЯ) (рос. кровля ложная, англ. false roof; нім. Nachfallpacken m, falsches Hangende n, Falschfirste f) — шар або декілька шарів слабких порід покрівлі невеликої потужності (до 0,5–0,6 м), що залягають безпосередньо над пластом (жилою, покладом) і обвалюються водночас з вийманням корисної копалини або з невеликим відставанням від неї.